# Palacio de Comunicaciones (Managua)
El Palacio de Comunicaciones es un edificio histórico ubicado en el centro antiguo de la ciudad de Managua, Nicaragua. Durante décadas fue sede del sistema postal, telegráfico y telefónico nacional, y actualmente alberga oficinas del Instituto Nicaragüense de Telecomunicaciones y Correos (TELCOR).

## Historia
El edificio fue construido a mediados del siglo XX como parte del proceso de modernización institucional del Estado nicaragüense. Su diseño neoclásico y su ubicación estratégica lo convirtieron en uno de los hitos arquitectónicos del centro cívico de Managua. Fue inaugurado oficialmente en 1951 como sede del Ministerio de Correos y Telégrafos.
Tras el terremoto de Managua de 1972, el edificio sufrió daños estructurales, pero fue restaurado y adaptado en los años siguientes para continuar funciones administrativas. Ha sido declarado patrimonio arquitectónico por su valor histórico y cultural.

## Uso actual
En la actualidad, el Palacio de Comunicaciones alberga oficinas del TELCOR, así como espacios de archivo y conservación documental. También se utiliza como punto de referencia cívico y escenario ocasional para actividades culturales.

## Importancia cultural
El Palacio de Comunicaciones representa la transición hacia la modernidad administrativa del país en el siglo XX y es uno de los pocos edificios emblemáticos del período pre-terremoto que aún se conservan en pie. Su fachada de columnas y detalles simétricos le confieren un valor arquitectónico destacado